# Ibestad
Ibestad este o comună din provincia Troms, Norvegia.